# 匍蟒芋属
匍蟒芋属（学名：Zomicarpella），又称匍斑芋属，是天南星科的一个属，是种开花植物。它原产于哥伦比亚、秘鲁和巴西。 叶子呈菱形或箭形。匍蟒芋属物种的染色体数目为2n=26。此外，它的种子含有胚乳。

## 下属物种
本属共有2种：
1. 亚马逊匍蟒芋 Zomicarpella amazonica Bogner - 巴西亚马孙州
2. 匍蟒芋 Zomicarpella maculata N.E.Br. - 哥伦比亚、秘鲁